# Miles Murphy
Miles Murphy (né le 19 mai 1967 à Blacktown) est un athlète australien, spécialiste du 400 m.

Il participe aux Jeux olympiques d'été de 1988 après avoir remporté une médaille d’argent lors des Jeux du Commonwealth de 1986 lors du relais  4 x 400 mètres. 